# 无姓之人
《无姓之人》（英語：Mr. Nobody）是一部科幻戏剧电影，由编剧和执导，法国电影公司菲利普·戈杜制作，·、萨拉·波莉、黛安·克鲁格、范林丹、瑞斯·伊凡斯、娜塔莎·里特、托比·瑞格波、等主演。電影中使用了大量跳接手法。

## 劇情
在2092年，尼莫·婁伯狄是個117歲的老人，在地球上最後一個難免一死的凡人。人類已經可以用不斷汰換細胞的方式來免於死亡。人們觀看著尼莫走向死亡的實境秀。尼莫說他無法記起過去，而此時，他的心理醫生試圖用催眠來幫他喚起回憶，被一名記者所記錄。然而，尼莫卻說出了自相矛盾的回憶，而且沒有人知道究竟哪些事才是真正發生過的。他講述了三個關於他人生的重要轉折點，分別是他九歲時父母離婚、十五歲時墜入愛河與成年的三十四歲。而這三個轉折的時刻分別將他的人生導向不同的結果。
在電影中，每個孩子都是未生靈；亦即出生之前，他們會記得一生中將要面對的所有事情。而在受孕的那刻，遺忘天使會使他們忘記。然而，遺忘天使卻忽略了尼莫，以至於他會「記得」他每個可能的未來。一開始，尼莫必須選擇他的父母。然後在他九歲父母離異時，他的第二個選擇是他要與誰生活。在火車站，他或者離開了月台上的父親，追上搭上火車的母親；或者他因為鞋子鬆脫而留下來與他的父親生活。

### 選擇母親的生活
尼莫與他的母親以及繼父，哈利生活。之後他在學校見到一名叫作安娜的女孩並對她產生好感。某天，他坐在海灘時，安娜跑過來問他想不想和他的朋友一起游泳。尼莫回答：「他們都是白癡。我不想和白痴游泳。」但尼莫卻從此對這句話感到懊悔。十九年後，他和安娜的兩個孩子在火車站相遇，卻只能夠擦肩而沒有相愛的機會。
在另一條故事線，尼莫向安娜坦承他不會游泳，於是安娜留下來陪他。後來尼莫才發現原來安娜是他繼父的女兒，而他們之間也產生了一種不被允許的愛情，安娜成了尼莫的初戀。之後，尼莫的繼父和他的母親分手，安娜必須跟隨他的父親回到紐約，使得他們失去聯繫。多年後，尼莫終於和安娜在火車站相遇，但安娜卻說她還沒準備好重新開始這份感情。她給了尼莫她的電話並要他在兩天後打給她並在燈塔上等她。然而，她的號碼卻被雨水打溼而模糊不清，於是尼莫決定每天守候在燈塔而成為流浪漢，但安娜卻沒有到來。另一個故事線中，尼莫和安娜結婚並育有二子。一天尼莫下班回家的途中，他的車子掉進湖中而他葬身湖底。

### 選擇父親的生活
尼莫留下來和變得殘障的父親生活。在學校舞會中，他遇見伊莉絲並愛上她。後來尼莫前往伊莉絲的房子準備告白時卻看見她和她二十二歲的男友。尼莫失望的騎著摩托車離開卻發生車禍變成植物人。
另一個故事，尼莫向伊莉絲告白並終於擄獲她的心，幾年後他們結婚了。但伊莉絲卻在婚禮後的路上發生意外死去。而另一條故事線，伊莉絲活下來但卻得了憂鬱症，最後離開尼莫。尼莫後來出席同事的喪禮時遇見他的遺孀安娜，但兩人已經錯失相愛的機會。
而另一種版本則是伊莉絲拒絕尼莫的告白。尼莫回到家告訴父親他會娶回在晚上的舞會第一個和他跳舞的女孩。那天晚上，尼莫遇見珍妮並與她共舞。尼莫騎乘摩托車載著珍妮回家的途中，發誓要娶回她並獲得成功。後來尼莫雖然像他計畫的一樣得到成功，但他並不快樂。珍妮認為自己對尼莫來說一點也不重要。尼莫開始以投擲錢幣的方式來做決定並離開家人。後來尼莫在機場向一名司機假稱自己是個叫丹尼爾瓊斯的乘客。到達旅館時，尼莫接到一通神秘的電話警告他要他離開。不久後他便在浴缸中遭到誤殺。

### 故事結局
記者質疑各種版本的回憶不可能同時存在，但尼莫反過來稱，他們倆實際上都不存在，只是九歲時的尼莫在選擇要跟隨母親還是父親時，腦中所建構的幻想。而幻想到了這一步後，九歲的尼莫決定做出第三種抉擇：哪邊都不選，他往車站外跑去，揚起無數象徵著機緣和可能性的楓葉，開啟未知的未來。老尼莫在斷氣之前想起，伴隨著一片揚起的楓葉，一度離去的安娜最後還是來到了燈塔與他重逢，這可能就是許多版本的幻想人生中，最後真正發生在尼莫身上的。
尼莫死去的那一刻，大擠壓發生了，繼創造時間概念的大霹靂之後，大擠壓摧毀了時間的單向性。時間開始倒流，死去的老尼莫恢復生機並開始倒著離開病房，意識到自己將沿著軌跡，倒退著經歷人生後，因此笑了出來。

## 主題
倒帶人生是一個關於選擇的故事。尼莫，一個九歲的男孩，必須做出一個困難的決定——在他的母親和父親之間做出選擇。在那決定人生去向的那一秒，尼莫想像了每個選擇所帶來的不同人生。然而這使得本片所探討最核心的問題 ﹝對於未來的未知﹞ 一旦被解決後卻變得更加困難——「我不能看見未來，所以我無法做出決定。但現在我看見了，我還是無法做出決定。」
影片使用了不同的顏色，具有象徵意義。每個主要故事情節都有自己獨特的色調，突出自己的不同。顏色的差異可以從尼莫的童年，三個女孩坐在長椅上向他打招呼時見到。他們是他將來可能的妻子：珍、伊莉絲和安娜；分別穿著黃色、藍色、紅色禮服。選擇伊莉絲，尼莫經歷抑鬱和絕望，這是與藍色相關的主題。選擇珍，尼莫尋求物質福利和獨立性：黃色強調了這一點，象徴生活和豐富。真正的愛情和尼莫和安娜之間的激情關係是由安娜的禮服紅色象徵。

## 上映
2009年9月12日，《无姓之人》于威尼斯影展首映。

## 外部連結
- 互联网电影数据库（IMDb）上《无姓之人》的资料（英文）
- 爛番茄上《无姓之人》的資料（英文）
- Metacritic上《无姓之人》的資料（英文）
- 豆瓣电影上《无姓之人》的資料 （简体中文）
- Box Office Mojo上《无姓之人》的資料（英文）
- AllMovie上《无姓之人》的资料（英文）